# Trimetafan
Trimetafan (łac. Trimetaphanum) – lek ganglioplegiczny, który blokuje przekaźnictwo w zwojach układu współczulnego i przywspółczulnego. Stosowany rzadko, w stanach nagłych (przełom nadciśnieniowy, nadciśnienie złośliwe) oraz w zabiegach z kontrolowanym obniżeniem ciśnienia i temperatury. Ma gwałtowne, silne działanie, szybko rozwija się tolerancja.
Podawany dożylnie (efekty po podaniu doustnym trudne do przewidzenia). Objawy niepożądane związane z zahamowaniem układu przywspółczulnego – suchość w jamie ustnej, zahamowanie wydzielania soku żołądkowego, rozszerzenie źrenic, zaburzenia akomodacji). Wyraźna hipotonia ortostatyczna.